# 759 Vinifera
759 Vinifera
759 Vinifera là một tiểu hành tinh ở vành đai chính. Nó được Franz Kaiser phát hiện ngày 26.8.1913 ở Heidelberg và được đặt theo tên Vitis vinifera, tên khoa học của cây nho, xưa kia là cách sinh nhai của tổ tiên Franz Kaiser.